# Astronomia (Vicetone remix)
Astronomia is een nummer van de Russische dj en producer Tony Igy uit 2010. In 2014 maakte het Nederlandse dj-duo Vicetone een remix van het nummer, die in 2020 een internethit werd.
Toen Vicetone in 2014 de remix maakte, was Tony Igy enthousiast, maar diens label niet. Hierdoor was de remix toen alleen nog online te beluisteren. In 2020, te midden van de coronapandemie, werd de remix gebruikt in de "Coffin Dance"-internetmeme, waarbij de remix wordt gedraaid terwijl een groep Ghanese mannen - volgens hun Ghanese traditie - danst terwijl ze een kist dragen tijdens een uitvaart. Door deze meme werd de remix een hit in een aantal Europese landen. In Nederland werden echter geen hitlijsten gehaald, in Vlaanderen haalde het de Tipparade.